# Partido judicial de Aranda de Duero
El partido judicial de Aranda de Duero es una división judicial, concretamente el partido judicial n.º 2 de  la provincia de Burgos en la comunidad autónoma de Castilla y León, España. Se situaba en el sureste de la provincia, pero tras la supresión del partido de Roa ocupa la parte sur.

Escudo de Aranda de Duero

## Geografía

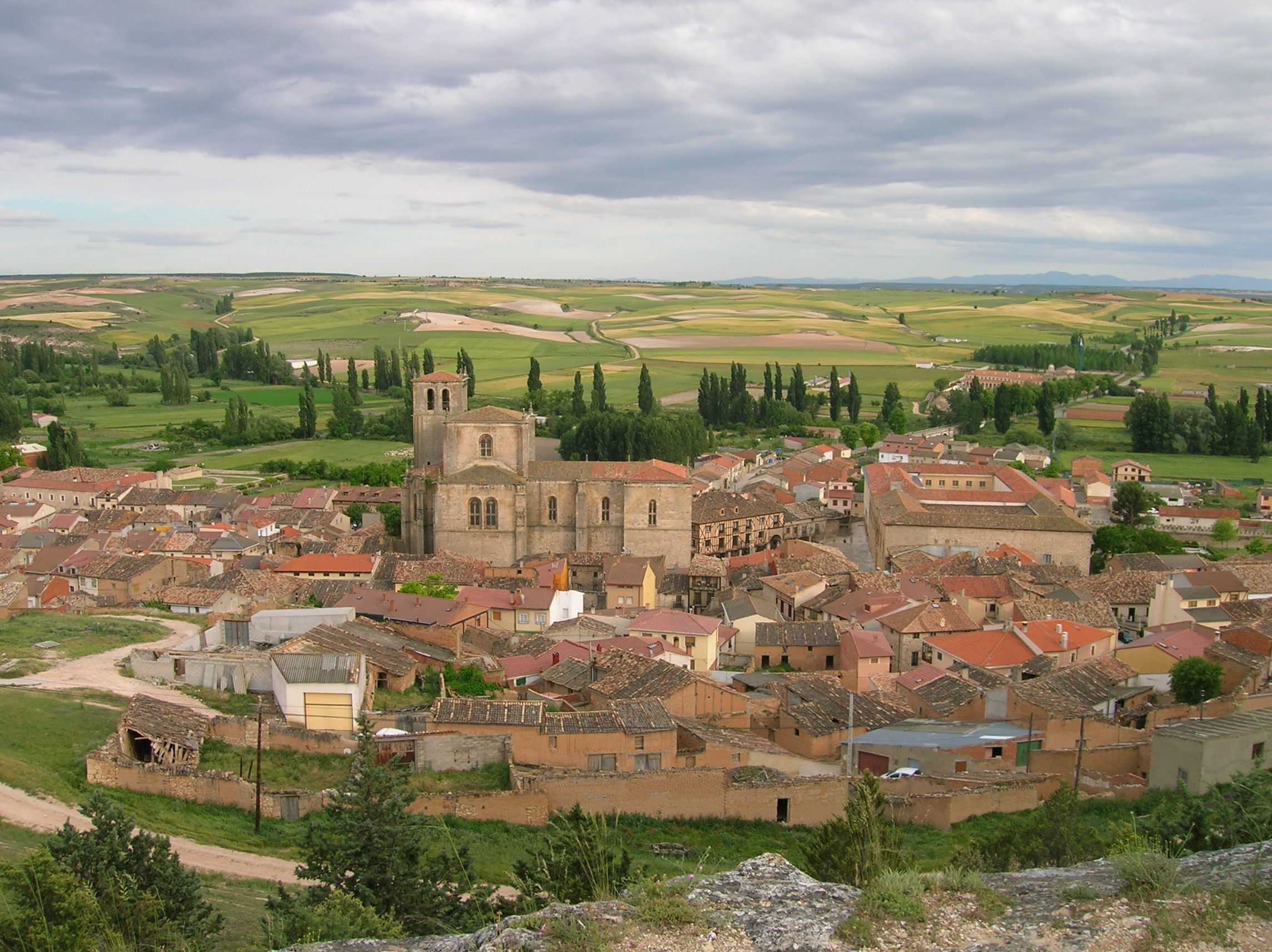
Peñaranda de Duero

En la Ribera del Duero

## Historia
Uno de los catorce partidos que formaban la Intendencia de Burgos, durante el periodo comprendido entre 1785 y 1833, en el Censo de Floridablanca de 1787

### Pueblos solos
Comprendía la villa de Aranda de Duero con su arrabal de Sinovas, 66 villas, 17 lugares, 8 aldeas, 5 granjas, 2 cotos redondos y 6 despoblados, en las actuales provincias de Burgos y de Soria

### Villas
- Aguilera
- Alcoba de la Torre
- Alcozar
- Alcubilla de Avellaneda
- Aranda de Duero
- Arandilla
- Bahabón
- Brazacorta
- Cabañas de Esgueva
- Cabezón de la Sierra
- Caleruega
- Canicosa
- Castroceniza
- Cilleruelo de Abajo
- Cilleruelo de Arriba
- Coruña
- Espejón
- Cilleruelo de Cervera
- Fresnillo de las Dueñas
- Fuentearmegil
- Fuente Espina
- Gumiel del Mercado
- Gumiel de Izán
- Guzmán
- Hacinas
- Hontoria de Valdearados
- Nebreda
- Hontoria de Valdearados
- Nebreda
- Neila
- Oquillas
- Palacios de la Sierra
- Peñalba de Castro
- Peral de Arlanza
- Pineda de Trasmonte
- Pinilla de los Barruecos
- Pinilla de Trasmonte
- Pinillos
- Puentedura
- Quemada
- Quintana del Pidio
- Quintanar de la Sierra
- Quintanilla del Coco
- Quintanilla Nuño Pedro
- Quintana del Pidio
- Quintanar de la Sierra
- Quintanilla del Coco
- Quintanilla Nuño Pedro
- Rabanera
- Regumiel
- Riocavado
- Royuela
- Santa María de las Hoyas
- Santibáñez de Esgueva
- Santibáñez del Val
- Santo Domingo de Silos
- Solarana
- Sotillo
- Tejada
- Tinieblas
- Tordómar
- Torrepadre
- Torresandino
- Tórtoles
- Vadocondes
- Vilviestre
- Villafruela
- Villalba de Duero
- Villovela
- Zayas de Torres
- Zayas de Báscones
- Zazuar

### Lugares
| - Barriosuso - Briongos - Castrillo Solarana - Cebrecos - Fontioso | - Hortigüela - Jaramillo Quemado - Mamolar - Mazariegos - Moncalvillo | - Muñecas - Paúles del Agua - Santa María del Mercadillo - Terradillos | - Tordueles - Ura - Villatuelda - Iglesia Rubia |  |

### Aldeas
| - Fuencaliente - Hinojar - Hortezuelos | - Peñacova - Revilla - Santervás | - Villalbilla - Villanueva - Zayuelas |  |

### Granjas
| - Pelilla - Pinedillo | - Retortillo - San Pedro de Guimara | - Torrecitores - Veguecilla |  |

### Cotos Redondos
| - Quintanilla de los Caballeros | - La Ventosilla |  |

### Despoblados
| - Alcoba de la Yerma - Mozón | - Nuestra Señora de la Laguna - Revilla Ollero | - San Juan de Cañiceras - Tremello |  |

## Otras jurisdicciones, comunidades, valles y concejos
También formaban parte:

Escudo de Ciruelos de Cervera

- Comunidad de Villa y Tierra de Roa, con 8 villas, 6 lugares y despoblados.
- Concejo de San Leonardo, con 1 villa y 4 lugares.
- Jurisdicción de Los Arauzos, con 10 villas, un lugar y una aldea.
- Jurisdicción de Espeja, con una villa y cuatro lugares.
- Jurisdicción de Hontoria, con una villas y dos aldeas.
- Jurisdicción de Torregalindo, con tres villas.
- Valle de Valdelaguna, con sus ocho villas.

## Partido Judicial
El Partido Judicial de Aranda de Duero, se crea originariamente en el año 1834, estando formado por 44 pueblos  y 41 municipios, con una población de 18.025 habitantes. 
Todos los pueblos forman un municipio, excepto cuatro: Valdeherreros, despoblado en el término de Milagros; Quintanilla de los Caballeros, despoblado en el término de Tubilla del Lago; Sinovas unida a Aranda de Duero y La Ventosilla unida a Gumiel de Mercado. Posteriormente Villalbilla de Gumiel se constituye en ayuntamiento al segregarse de Gumiel de Izán.
La relación completa figura en el Anexo: Partido de Aranda 1843
| - La Aguilera - Aranda de Duero - Arandilla - Arauzo de Torre - Baños de Valdearados - Brazacorta - Caleruega - Campillo de Aranda - Casanova - Castrillo de la Vega - Coruña del Conde | - Cuzcurrita de Aranda - Fresnillo de las Dueñas - Fuentelcésped - Fuentenebro - Fuentespina - Gumiel de Hizán - Gumiel del Mercado y Ventosilla - Hontoria de Valdearados - Milagros - Oquillas | - Pardilla - Peñalba de Castro - Peñaranda de Duero - Pinillos de Esgueva - Quemada - Quintana del Pidio - San Juan del Monte - Santa Cruz de la Salceda - Sotillo de la Ribera - Terradillos de Esgueva - Torregalindo | - Tubilla del Lago y Quintanilla de los Caballeros - Vadocondes - Valdeande - Valverde de Aranda - La Vid y sus barrios - Villalba de Duero - Villalbilla de Gumiel - Villanueva de Gumiel - Zazuar |

Los municipios más poblados eran Aranda de Duero con 4.122 habitantes, Gumiel de Hizán con 1.417 y Gumiel del Mercado y Ventosilla con 1.190. El menos poblado era Valverde de Aranda con solo 20.

## Paulatina reducción del número de municipios
Antes de 1858 quedan suprimidos 6 municipios, quedando 35 ayuntamientos con 29.337 habitantes, correspondiendo 5.197 a la cabecera: 
| # | Ayuntamiento           | habitantes | Se agrega a          | Actual municipio       |
| - | ---------------------- | ---------- | -------------------- | ---------------------- |
| 1 | Arauzo de Torre        | 190        | Arauzo de Salce      | Arauzo de Torre        |
| 2 | Casanova               | 252        | Peñaranda de Duero   | Peñaranda de Duero     |
| 3 | Cuzcurrita de Aranda   | 97         | Brazacorta           | Brazacorta             |
| 4 | Pinillos de Esgueva    | 138        | Sotillo de la Ribera | Sotillo de la Ribera   |
| 5 | Terradillos de Esgueva | 137        | Villatuelda          | Terradillos de Esgueva |
| 6 | Valverde de Aranda     | 43         | Arandilla            | Arandilla              |

Estas agregaciones se hicieron sin tener en cuenta las demarcaciones judiciales y así Arauzo de Torre se incorporó a Arauzo de Salce, que pertenecía al Partido de Salas de los Infantes, y Terradillos de Esgueva a Villatuelda, que era del Partido de Roa.

### Los 35 municipios de 1858
Totalizan 29.337 habitantes de los cuales 5.179 habitan en la cabeza de partido. Su relación es la siguiente:
| - La Aguilera - Aranda de Duero - Arandilla - Baños de Valdearados - Brazacorta - Caleruega - Campillo de Aranda - Castrillo de la Vega - Coruña del Conde | - Fresnillo de las Dueñas - Fuentelcésped - Fuentenebro - Fuentespina - Gumiel de Hizán - Gumiel del Mercado y Ventosilla - Hontoria de Valdearados - Milagros - Oquillas | - Pardilla - Peñalba de Castro - Peñaranda de Duero - Quemada - Quintana del Pidio - San Juan del Monte - Santa Cruz de la Salceda - Sotillo de la Ribera - Torregalindo | - Tubilla del Lago y Quintanilla de los Caballeros - Vadocondes - Valdeande - La Vid y sus barrios - Villalba de Duero - Villalbilla de Gumiel - Villanueva de Gumiel - Zazuar |

## Alteraciones posteriores
Entre 1858 y 1969 en este partido se crea un nuevo ayuntamiento Arauzo de Torre, segregándose de Arauzo de Salce, municipio al cual se había unido anteriormente. Así el partido contará con 36 ayuntamientos.
Posteriormente La Aguilera se incorpora a Aranda de Duero y Peñalba de Castro a Huerta de Rey municipio perteneciente al partido de Salas de los Infantes.

## Situación actual
Tras la supresión del partido de Roa, veinte nuevos municipios pasan a formar parte de este partido. el cual queda formado por 64 municipios, a su vez subdividido en Entidades Locales Menores adscritas a los municipios de Aranda de Duero, Ciruelos de Cervera, Pedrosa de Duero, San Juan del Monte, Sotillo de la Ribera, Tórtoles de Esgueva y La Vid y Barrios. La relación completa se encuentra en el Anexo:Partido de Aranda de Duero:
| - Adrada de Haza - Anguix - Aranda de Duero - Arandilla - Bahabón de Esgueva - Baños de Valdearados - Berlangas de Roa - Brazacorta - Cabañes de Esgueva - Caleruega - Campillo de Aranda - Castrillo de la Vega - Ciruelos de Cervera (1) - Coruña del Conde - La Cueva de Roa - Fresnillo de las Dueñas | - Fuentecén - Fuentelcésped - Fuentelisendo - Fuentemolinos - Fuentenebro - Fuentespina - Gumiel de Izán - Gumiel de Mercado - Haza - Hontangas - Hontoria de Valdearados - La Horra - Hoyales de Roa - Mambrilla de Castrejón - Milagros - Moradillo de Roa | - Nava de Roa - Olmedillo de Roa - Oquillas - Pardilla - Pedrosa de Duero - Peñaranda de Duero - Pinilla Trasmonte - Quemada - Quintana del Pidio - Roa - San Juan del Monte - San Martín de Rubiales - Santa Cruz de la Salceda - Santa María del Mercadillo - Santibáñez de Esgueva - La Sequera de Haza | - Sotillo de la Ribera - Terradillos de Esgueva - Torregalindo - Torresandino - Tórtoles de Esgueva - Tubilla del Lago - Vadocondes - Valdeande - Valdezate - La Vid y Barrios - Villaescusa de Roa - Villalba de Duero - Villalbilla de Gumiel - Villanueva de Gumiel - Villatuelda - Zazuar |

### Notas

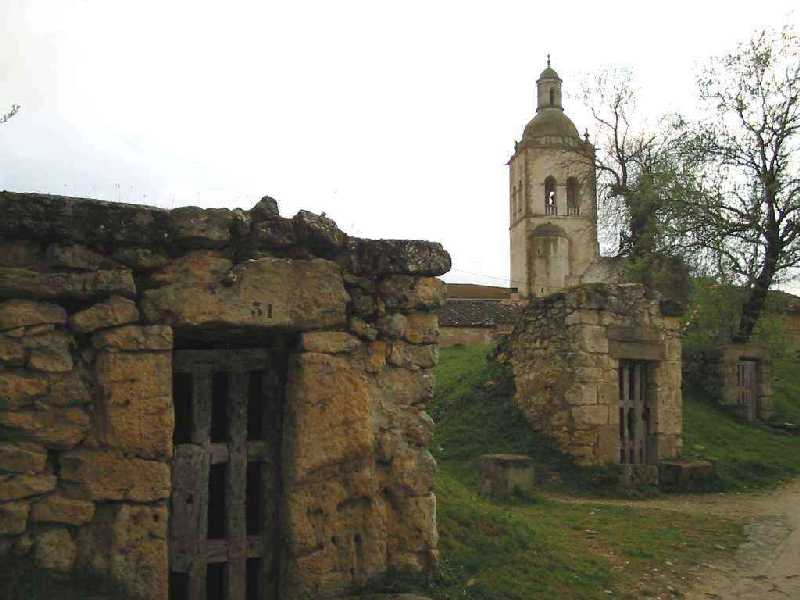
Bodegas de Zazuar con Iglesia de San Andrés al fondo

### Abreviaturas

#### Autoridad
A. Alcalde; AM, Alcalde Mayor; AO, Alcalde Ordinario; AP, Alcalde Pedáneo; C, Corregidor; C.AN, Corregidor y alcalde Mayor; G, Gobernador; G.AM, Gobernador y alcalde Mayor; JO, Juez Ordinario; RP, Regidor Pedáneo.

#### Jurisdicción
OM. Órdenes Militares; R, Realengo; S, Señorío; SE, Señorío Eclesiástico (Abadengo); SS, Señorío Secular.